# Rummelsnuff
Rummelsnuff, de son nom Roger Baptist (né le 14 juillet 1966 à Großenhain), est un musicien et parolier allemand, défenseur du genre musical electropunk.

## Histoire

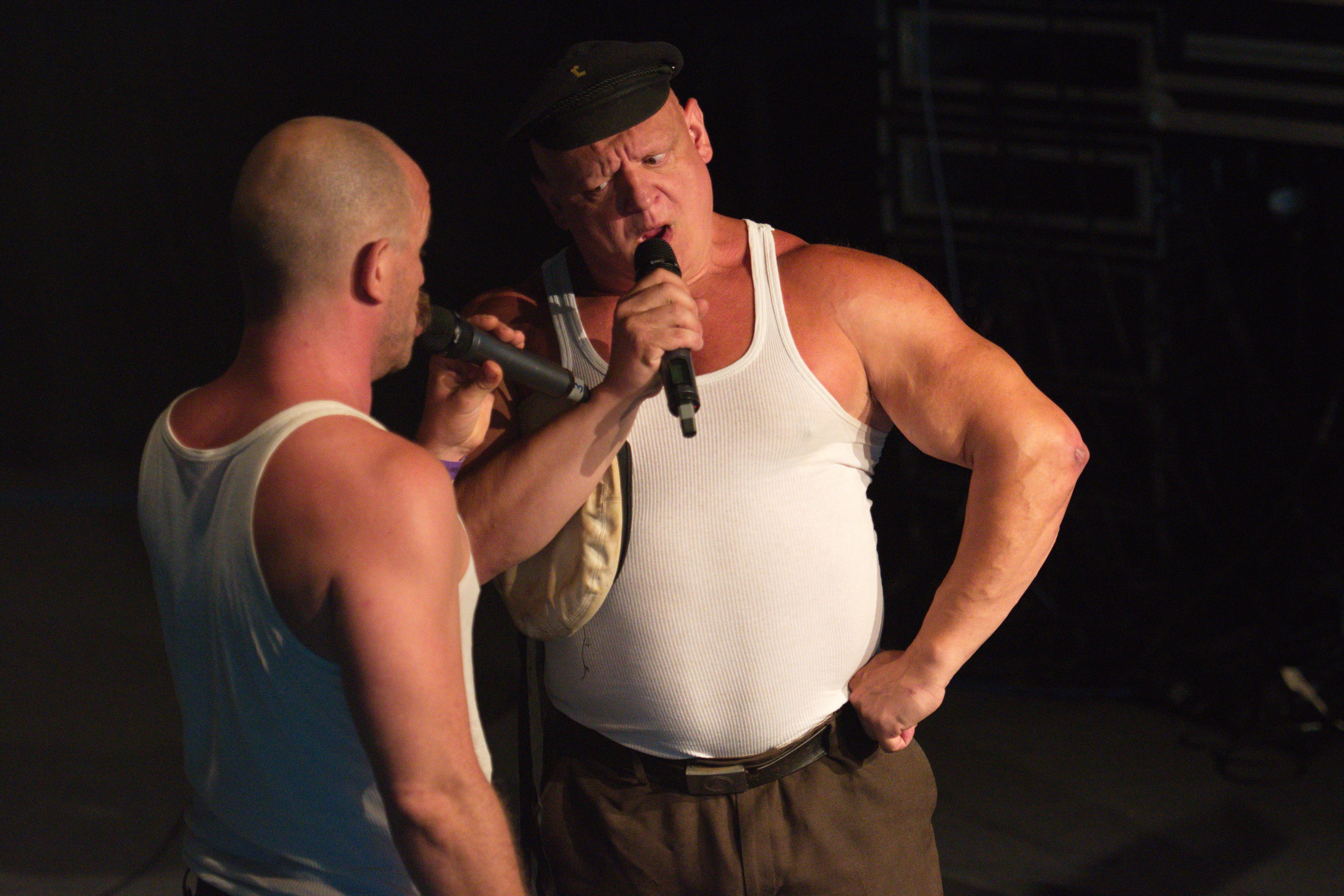
Représentation à l'Amphi Festival en 2017.

Baptist est le fils d'une famille de musiciens. Sa mère est Renate Baptist, professeur de violon, qui a chanté dans le chœur Gerd-Michaelis avant de jouer du clavier et du violon avec Frank Schöbel. Son père est le tromboniste Peter Baptist, chef de groupe du Peter-Baptist-Combo, avec lequel ont joué des artistes comme Hartmut Schulze-Gerlach ainsi que Dieter Birr des Puhdys. Il grandit près de Dresde et reçoit une formation de bassoniste pendant son enfance et son adolescence. Dans ses jeunes années, il joue dans l'orchestre symphonique du district de Großenhain.
Au début des années 1980, Roger Baptist commence à travailler de manière expérimentale avec de vieux claviers, des microphones, une batterie, une guitare basse ainsi que différents magnétophones. Sous l'influence du groupe Die Art (originaire de Leipzig), il forme en 1987 le groupe Kein Mitleid, qui se consacre principalement à la musique anglophone. En 1989, il rejoint le groupe underground Freunde der italienischen Oper (FDIO) (de Dresde) et, en tant que coauteur de Jänz Dittschlag et R.J.K.K.Hänsch, crée de nombreuses chansons pour le groupe, qui seront notamment publiées sur le disque Um Thron und Liebe et le CD Edle Einfalt Stille Größe. Après la dissolution des Freunde der italienischen Oper en 1992, Baptist forme le groupe d'EBM et de NDH Automatic Noir, qui a existé jusqu'en 1999. Après le déclin du projet, plusieurs années d'abstinence musicale ont suivi.
Baptist travaille comme entraîneur de bodybuilding et a été videur du club techno berlinois Berghain entre 2007 et 2014. Grâce au contact et à divers travaux artistiques avec l'artiste norvégien Bjarne Melgaard, l'ébauche du personnage de Rummelsnuff naît dès 2004.
Après que l'ancien chanteur du FDIO, R.J.K.K.Hänsch, également connu sous le nom de Ray van Zeschau, ait réussi à convaincre Baptist, à l'occasion de son quarantième anniversaire le 17 avril 2004, de participer à un « concert spécial » des Freunde der italienischen Oper et surtout de chanter, il célèbre finalement célébré publiquement sa « renaissance » en tant que Rummelsnuff en décembre 2005 au Kurländer Palais de Dresde, en compagnie de Kaltfront.
Le premier album, Halt durch !, sort en mars 2008 sur le label d'Alfred Hilsberg, ZickZack Records. La même année, Rummelsnuff effectue une tournée en Allemagne. Il s'ensuit une collaboration avec le groupe Bolschewistische Kurkapelle schwarz-rot, Polarkreis 18, les réalisateurs Miron Zownir et Edwin Brienen et d'autres. Ainsi, Baptist se fait également remarquer en tant qu'acteur dans quelques longs métrages. En mai 2010, le musicien sort un deuxième album avec Sender Karlshorst, passé entre-temps sur le label berlinois Out of Line. Celui-ci est suivi en janvier 2011 par le coffret DVD+EP Brüder / Kino Karlshorst. Il contient dix-neuf vidéos musicales publiées jusqu'alors par Rummelsnuff. L'EP contient entre autres une nouvelle reprise du morceau The Partisan, écrit par Anna Marly. Il a fait interpréter cette chanson de la Résistance française par Christian Asbach, qui accompagne depuis Rummelsnuff, d'abord occasionnellement, puis en permanence, y compris en tournée, et qui assure le complément vocal et le renforcement dans les morceaux ultérieurs.
Rummelsnuff appelle son style « Derbe Strommusik » ou « Elektropunk-Gassenhauer ». Les hymnes sportifs et ouvriers sont aussi bien représentés que les ballades sombres. Les textes sont principalement en allemand. Outre le morceau en espagnol Hombres, hombres, salutare, en partie en roumain, et Hammerfest, chanté en partie en norvégien, il enregistre également quelques reprises en langue originale, comme Mongoloid du groupe américain de new wave Devo et la chanson française Nathalie de Gilbert Bécaud. Le tube mondial de Barry Manilow, Mandy, est quant à lui traduit en allemand par Rummelsnuff. Sur Himmelfahrt (2012), on trouve une nouvelle reprise du tube italien Azzurro avec les paroles originales en italien, interprété avec son compagnon d'armes Christian Asbach.
En live, le projet solo Rummelsnuff est et est toujours accompagné par différents musiciens invités, comme le batteur Ralph Qno Kunze de 2005 à 2010 et, depuis 2009, le guitariste Rajko Gohlke, qui joue par ailleurs de la basse chez Knorkator et FDIO. Les concerts Stromlos sont accompagnés par l'accordéoniste hambourgeois Bernd Butz.
Rosa von Praunheim fait son portrait en 2012 dans le cadre de la série de films Rosas Welt. En 2013, il fait des apparitions dans des clips vidéo de Fettes Brot et The toten Crackhuren im Kofferraum. Fin octobre 2013, son album Kraftgewinn sort. Outre Rummelsnuff, Christian Asbach, Bela B, King Khan, Häusi Eisenkumpel, Oleg Matrosov (Apparatschik) ainsi que le guitariste Rajko Gohlke et le trompettiste Christian Magnusson participent aux diverses chansons de l'album. En 2018, Rummelsnuff se produit à l'Académie des arts à l'invitation de Rosa von Praunheim. En 2021, l'historien de l'art Jörg Scheller écrit dans la NZZ que Rummelsnuff avait créé « l'œuvre pop globale la plus originale de ces dernières décennies dans l'espace germanophone ».

## Discographie

### Kein Mitleid
Actif entre 1987 et 1989, avec comme membres : Jörg und Kathrin Schittkowski, Thomas Schön.

### Freunde der italienischen Oper
- 1991 : Um Thron Und Liebe (LP, Par Excellence)
- 1992 : Eine Eigene Gesellschaft mit Eigener Moral (CD, What's So Funny About)
- 1997 : Um Thron Und Liebe (CD, Strandard63 / What's So Funny About)
- 1997 : Edle Einfalt Stille Größe (CD, Strandard63 / What’s So Funny About)
- 1997 : Rare, seltene und rätselhafte Aufnahmen (Um Thron und Liebe / Edle Einfalt, stille Größe) (coffret CD, Strandard63 / What’s So Funny About)
- 2001 : Musik in Deutschland 1950–2000 (CD-documentaire – Angewandte Musik, CD-Box – titre Faust, ebenfalls auf Musik für Schauspiel CD-Box, RCA / Bertelsmann)
- 2006 : Spannung Leistung Widerstand – Magnetbanduntergrund DDR 1979–1989 (CD, ZickZack)
- 2007 : Kinder der Maschinenrepublik (CD)

### Automatic Noir
Actif entre 1992 et 1999, avec comme membres : Jörg Schittkowski, Andy Német, Toddy Scheel.
- Automatic Noir (MC)
- Schwert und Schild (MC)
- 1995 : Blue Monday (CD – titre King of Witers, Noiseworks Records)
- 1996 : Magic of the Place (CD – titre Kavkaz, Amöbenklang / SubFlora)
- 1997 : Kaiserschnitt (CD, Noiswork Records)
- 1998 : Moderne Menschen Kaufen (CD – titre Stein, Noiseworks Records)

### Rummelsnuff
- 2007 : What’s So Funny About.. ZickZack (CD – titre Halt durch!, ZickZack) (apparition sur compilation)
- 2007 : Lüge (CD – titre Halt durch!, ZickZack / Persona Non Grata) (apparition sur compilation)
- 2008 : Lieder der Berge (CD – titre Kumpel, Glück auf!. Electric Tremor) (apparition sur compilation)
- 2008 : Advanced Electronics (CD+DVD – Video Vollnarkose, SPV / Synthetic Symphony) (apparition sur compilation)
- 2008 : Halt durch! (CD, ZickZack / Indigo)

- 2009 : Leæther Strip – Yes I'm Limited V (album double – titre Der Heizer. Alfa Matrix / Soulfood) (apparition sur compilation)
- 2010 : Sender Karlshorst (CD, Out of Line Music)
- 2010 : Freier Fall / Der Heizer (single)
- 2010 : Advanced Electronics Vol. 8 (CD+DVD – Video Freier Fall, SPV / Synthetic Symphony) (apparition sur compilation)
- 2010 : EBM – The Compilation (CD – titre Pumper (Leather Strip Remix), Universal Music / Out of Line Music) (apparition sur compilation)
- 2011 : Gegengerade 20359 St. Pauli (Soundtrack) (CD – titre Salzig schmeckt der Wind, Audiolith / Broken Silence) (apparition sur compilation)
- 2011 : A Tribute to Japanische Kampfhörspiele (CD+LP – titre Minderleister, Unundeux / Schnapsidee Records) (apparition sur compilation)
- 2011 : Brüder / Kino Karlshorst (EP+DVD, Universal Music / Out of Line Music)
- 2012 : Halt' Durch! (CD, nouvelle édition, ZickZack / Out of Line Music)
- 2012 : Himmelfahrt (CD, Out of Line Music)
- 2013 : Kraftgewinn (album double, Out of Line Music)
- 2013 : Bratwurstzange / Minderleister (single)
- 2013 : Schiffbruch (single)
- 2016 : Rummelsnuff und Asbach (avec Christian Asbach, album double, Out of Line Music)[8]
- 2018 : Salzig Schmeckt der Wind (avec Asbach, album double, Out of Line Music)
- 2019 : Lehrjahre 04-06 (cassette audio, limitée)
- 2019 : Weltruf (avec Asbach, cassette audio, limitée)
- 2021 : Äquatortaufe (avec Asbach, Out of Line Music)
- 2022 : Hinterwäldler (avec Asbach, Out of Line Music)